# قرار مجلس الأمن التابع للأمم المتحدة رقم 2042
قرار مجلس الأمن التابع للأمم المتحدة رقم 2042، المتخذ بالإجماع السبت 14 أبريل 2014. أذن المجلس بنشر مراقبين في سوريا للاشراف على وقف إطلاق النار.
وبموجب القرار 2042 بات بإمكان الأمم المتحدة إرسال «فريق طليعي من نحو 30 مراقبا عسكريا على الأكثر غير مسلحين» على أن يتم لاحقا إرسال كامل بعثة المراقبين التي يمكن ان يصل عدد عناصرها إلى 250 حسب تقديرات الأمم المتحدة ولا بد من قرار جديد لمجلس الأمن لارسالهم.
هذا القرار هو الأول الذي يصدر عن مجلس الأمن بشأن سوريا، إذ سبق ان حالت روسيا والصين مرتين في السابق دون صدور قرار عبر استخدامهما حق النقض، إلا أن مجلس الأمن سبق وأصدر ثلاثة «اعلانات رئاسية» تتعلق بالوضع في سوريا.

## القرار
يطلب قرار مجلس الأمن من السلطات السورية ضمان أمن المراقبين وحرية تحركهم التي يجب أن تكون «كاملة من دون عقبات وفورية»، كما يشير القرار إلى ضرورة أن تكون الاتصالات بين المراقبين سرية.
وجاء في القرار أيضا ان مجلس الأمن يحتفظ لنفسه بحق «اتخاذ أي اجراءات يراها مناسبة» في حال لم يتم تطبيق هذا القرار.
كما طالب من الحكومة السورية في هذا القرار الالتزام بوعودها بسحب قواتها من المدن طبقا لخطة الموفد الخاص الدولي والعربي إلى سوريا كوفي انان.

## موقف المعارضة
رحب المجلس الوطني السوري بالقرار وعبر بلسان الرئيس برهان غليون عن الالتزام به وحذر المجتمع الدولي من
من سياسية المراوغة والتلاعب وتزييف الحقائق التي دأب النظام السوري على انتهاجها وأكد أن النظام لم يسحب آلياته الثقيلة من المدن ولم يسمح بالتظاهر السلمي ولم يوقف قتل المدنيين وارتكاب المجازر بحقهم والتي كان آخرها قتل مجموعة مواطنين في مدينة حلب أثناء تشييع أحد الشهداء بتاريخ القرار نفسه ولم يرفع الحصار الظالم عن مليون سوري يحتاجون للغوث الطبي والغذائي ولم يوقف سياسية الاعتقال والاحتجاز التعسفي
وقال إن المجلس الوطني إذ يرحب بحصول القرار 2042 على إجماع دول مجلس الأمن، ينتظر أن يؤدي توحد المجلس خلف هذا القرار إلى اتخاذ خطوات أكثر تقدماً تؤمن حماية الشعب السوري من آلة القتل الهمجي وصيانة حقه بالتظاهر السلمي كأداة رئيسية في التعبير عن تطلعه لإقامة نظام ديمقراطي برلماني حر والسماح بإغاثة السوريين المنكوبين وعودة اللاجئين والنازحين لديارهم والإفراج عن المعتقلين والسماح لوسائل الإعلام بدخول سوريا دون تمييز والعمل بحرية. لقد أثبت الشعب السوري تمسكه المطلق بالسلام والحرية والكرامة الإنسانية ويأمل أن يكون القرار بداية لتحرك دولي جاد لدعم حق هذا الشعب الشجاع بالعيش بسلام وحرية وكرامة.